# Грибушино (Псковская область)
Грибушино — деревня в Великолукском районе Псковской области России. Входит в состав сельского поселения «Переслегинская волость».
Расположена на западе района, в 10 км к юго-западу от райцентра Великие Луки и в 8 км к юго-западу от волостного центра Переслегино. Северо-западнее находится остановочный пункт 489 км на линии железной дороги Великие Луки — Новосокольники.
Численность населения по оценке на 2000 год составляла 14 человек, на 2010 год — 5 человек.